# Noches de humo
Noches de humo es una novela testimonio de la escritora colombiana Olga Behar, publicada en 1988 con la colaboración de la editorial Planeta en formato impreso y única edición.
Olga Behar, es una periodista, politóloga y escritora colombiana. Ha trabajado tanto en radio como en televisión. Fue corresponsal extranjera para la cadena Univisión y la organización europea VJ movement.
Ganadora de premios como: Premio Simón Bolívar al Periodismo en 1980, Anif 10 años en 1984 y CPB (Círculo de periodistas de Bogotá.) a la Obra bibliográfica de un periodista por su libro "El clan de Los Doce Apóstoles."
Actualmente vive en México a causa de un "exilio voluntario." En su país de residencia, colabora con varios medios. Fue corresponsal de prensa para Estados Unidos y Colombia. Su partida de Colombia se debe, principalmente a los libros publicados “Noches de humo” y “Las guerras de la paz” (Su primer libro y un Best-Seller), en los que habló de ciertos temas que generaron polémica y permitieron que Behar buscara exilio en otro país. Actualmente trabaja para varias Universidades mexicanas como docente de facultades de comunicación y cine.
Entre sus libros más populares y elogiados se encuentran: “Las guerras de la paz” De editorial Planeta en 1985 y Círculo de Lectores en 1986. “Noches de humo” de editorial Planeta en 1987, Claves latinoamericanas de México en 1987 y Editorial USC en 2010. “Penumbra en el capitolio” de la editorial Planeta en 1991. “El clan de los Doce Apóstoles” por icono Editorial en el 2011.

## El libro
"A quienes lo vivieron y saben que así ocurrió. A quienes, con su muerte, se llevaron parte de esta historia. Al pueblo colombiano, para que hoy conozca su verdad."
(Behar, 1988)

El propósito del libro es informar al lector con los hechos que realmente dieron lugar a la Toma y Retoma del Palacio de Justicia en Bogotá los días 6 y 7 de noviembre de 1985 por parte del grupo armado Movimiento 19 de Abril. Para esto, la autora (Behar) se soporta en testimonios de quienes las presenciaron, como son: Antonio Navarro Wolf, Clara Helena Enciso, familiares de magistrados y civiles sacrificados en el Palacio de Justicia, militantes del M-19, entre otros.

"Todo lo que aquí se cuenta sucedió. Los personajes de esta narración son de carne y hueso. Quienes pudieron relatarme sus experiencias, ocuparon 1987 a reconstruirlas. Las vidas y obras de los que ya no están fueron auscultadas, hurgadas, en archivos, álbumes familiares, testimonios de parientes y amigos y en relatos de acciones públicas conocidas por los medios, y en muchas ocasiones ocultadas a los colombianos.En atención a su solicitud —que tiene su origen en riesgos de seguridad personal— algunos de los protagonistas llevan en esta historia nombres ficticios."
(Behar, 1988)

El mayor soporte de la autora, fue Clara Helena Enciso, quien fue su principal testimonio. Clara Helena, —Alias "Claudia" o"La mona"— es una exmilitante del grupo armado insurgente M-19. y única sobreviviente a la Toma del Palacio de Justicia. Exiliada en México, se dice que murió de cáncer, aunque aún no ha sido confirmado. Perteneció al comando de Iván Marino Ospina y mantuvo una relación sentimental con Guillermo Elvencio Ruiz.
El soporte de Behar en Antonio Navarro Wolff fue (en mayor parte) como guía, para entender los mecanismos de trabajo, logística y militar del M-19 ya que este, es un exguerrillero del grupo armado.
En el libro, se le dan otros nombres a la toma del Palacio de Justicia, como son: La acción grande y La operación Antonio Nariño.

## Organización del libro
El libro está compuesto por la introducción y trece capítulos, de estos haremos una pequeña y detallada síntesis a continuación:

## Introducción. (Amanecer)
El libro da inicio, cuando Claudia (Clara Helena Enciso) sale libre del Palacio de Justicia, el día de la toma. Dos horas antes, Andrés Almarales le dice: 

"Vas a salir, Mona, tu misión será decirle al mundo lo que ha pasado acá."
(Behar, 1988)

Entonces, Clara empieza a recordar mientras camina por la carrera séptima.
Clara, fue vinculada al M-19, ya que su hermano (Fallecido tiempo después), hacía parte del movimiento. Gracias a su vinculación conoció a "Ramiro" (Guillermo Elvencio Ruiz, su compañero sentimental, quien le prometió adiestrarla en la revolución. En el momento que se da la Toma de la embajada de la República Dominicana, Clara no hacía parte del movimiento, ya que estaba en su proceso de "educación" acerca del movimiento. Luego de esto, fue creado el grupo MAS (Muerte a Secuestradores) como consecuencia al secuestro de Marta Nieves Ochoa. Posteriormente, Clara finaliza su preparación para hacer parte del grupo subversivo y recibe los alias de "Claudia" y "La Mona".
La autora hace una síntesis de la vida de Camilo Urrutia, quien fue dado a los derechos y al servicio. Fue un estudiante de Derecho, en la universidad se unió a movimientos estudiantiles. Urrutia, se enteró de la toma del M-19, que tenía por objetivo, exigir la liberación de más de 300 presos políticos, entre los cuales, Camilo conocía a varios; motivo por el cual decide ingresar al M-19, sin embargo, su decisión fue tardía y no pudo cumplir su objetivo.

## Días y treguas.
El Movimiento 19 de abril firma una tregua con el gobierno. Claudia comienza sus labores en los campamentos de la guerrilla. En uno de estos, conoce a "Patricia" y luego, fue asignada como su compañera en los operativos de la "Acción grande." Se relaciona con el Teniente Roque, Lázaro, Abraham y Natalia. Los dos últimos mantienen una relación amorosa, y los cuatro, son piezas claves en la "Acción grande" y tienen alta jerarquía dentro del movimiento.
Se menciona al Presidente de la Corte Suprema de la época, el señor Alfonso Reyes Echandía debido a que los militantes del M-19, tenían como objetivo dirigirse a este para el juicio y la liberación de los presos políticos, entre otros argumentos.

## Noches y planes.
El gobierno no da respuesta a lo solicitado en la tregua con el M-19 y como consecuencia al atentado sufrido por Antonio Navarro Wolff, en donde, un perteneciente al Ejército colombiano, lanzó una granada a diez centímetros de Wolff; la explosión de ésta le causó varias lesiones. Por tanto, éstos deciden romper el acuerdo. La ruptura es anunciada por Carlos Pizarro, quien aclara que las ofensivas fueron iniciadas por el Ejército. Álvaro Fayad mantiene un diálogo con "El Gordo" y le plantea la posibilidad de enjuiciar a Belisario Betancur por incumplimiento de pactos, de modo que, mediante este, todo el país se entere del incumplimiento. Inician los planes más a fondo acerca de la Toma al Palacio y contemplan las posibilidades de rendir efecto en ella. Posteriormente, Fayad le plantea la posibilidad a Luis Otero Cifuentes y le encarga conseguir los planos del Palacio de Justicia, labor que Otero hace con éxito. Se inicia la repartición de roles para la "Acción grande" y Claudia es encargada de las comunicaciones pero sin definir todavía si su trabajo sería realizado dentro o fuera de las instalaciones del Palacio de Justicia. Elvencio y Claudia recorren el Palacio de Justicia, detallando la cafetería, el pasillo de las oficinas de los magistrados y el cuarto piso.

### Gente
Este capítulo, tuvo como fin recopilar las asignaciones de roles para la Toma del Palacio de Justicia. En donde: Gerardo Quevedo, fue asignado de cuidar las finanzas. Otero, fue encargado de la planeación y el armamento, pero sin entrar en ella, debido a su importancia para el M-19. Almarales tuvo como cargo, la actividad moral. "Ramiro" fue indicado para estar adelante del operativo, ya que era veloz y paciente. Ariel Sánchez fue encargado de la Coordinación político-militar. Joaquin, fue el segundo comandante del operativo. "Cesar" y "Laura" estaban encargados de proteger las armas.

## Honores y decisiones.
Cuando Reyes Echandía fue asignado como Presidente de la Corte Suprema, consideraba que la desigualdad social era el origen de la delincuencia en países subdesarrollados, motivo por el cual, habló con los magistrados para conocer los problemas de todos los tribunales del país y así encontrar solución a estos. Debido a la presión con el tema de la extradición y Pablo Escobar, los magistrados y trabajadores de la corte, estaban recibiendo amenazas, las cuales fueron publicadas en septiembre de 1985. El 6 de septiembre del mismo año, los juristas debieron tomar un curso de qué hacer en caso de un atentado. A la altura del 10 de octubre, el "eme", tuvo todo planeado acerca de cómo iba a desarrollarse su agenda en la toma del Palacio.

## La casa.
Los participantes del movimiento en la Toma, compran una casa, para en esta, esconder el armamento, los planos y demás cosas útiles para el día de la toma. En la casa, viven alrededor de 15 personas, entre hombres y mujeres, algunos citadinos, otros campesinos. Todos tenían un propósito dentro de la "Acción grande" y por lo general, tenían una buena relación.
Debido a que fueron encontrados planos y planes de la futura ejecución de la Toma, un familiar de Reyes Echandía se preocupó por su seguridad y habló con Víctor Alberto Delgado, para que se le fuera dada más seguridad a Echandía, pero Delgado le respondió que la seguridad que este tenía, era la suficiente.

## Contornos.
Jaime Alberto Sierra ("Rambo criollo") fue declarado desertor de la Infantería Marina y expulsado de la Armada Nacional a los 22 años de edad, soñaba ser como Cobra o Rambo, pero consideraba que por ser desertor, no podría. En un rescate de un robo, conoció al Teniente José Rómulo Fonseca, quien lo calificó como honorable y valiente.
La vigilancia en el Palacio se incrementó debido a una serie de sucesos que ameritaban dicha acción, como son: La visita del Presidente de Francia, la publicación de amenazas hacia Reyes Echandía y un debate realizado el 31 de octubre. Sin embargo, ésta seguridad fue levantada el 4 de noviembre sin razón alguna, aunque, luego de la toma, el ministro de defensa de la época, Rafael Samudio, manifestó que ésta, fue solicitud de Reyes Echandía, argumento que fue desmentido por la secretaría general de la corte, Inés Galvis. El 5 de noviembre, cuando se esperó que la seguridad volviese, fue imposible dado que era el día nacional de la Policía. El 2 de noviembre, Alfonso Reyes debía viajar a Bucaramanga para una conferencia, fue transportado por su hijo, Yesid Reyes.
"La mona" y "Patricia" respondieron con sus labores del "eme", probando los radios que les fueron dispuestos para la comunicación en plena toma.

## Ilusiones.
Los militantes del "eme" preparan todo para la toma. Les son entregados unos morrales con lo necesario para la "Acción grande" y son visitados por "Paula" quien es periodista. Ella realiza unas tomas con una videocámara de las actividades de la casa. Esa noche, hicieron una reunión para esclarecer ciertos detalles, entre estos la "toma de rehenes", en donde establecieron:

"Ellos no serán rehenes, pues no los vamos a canjear por nada, sino que van a servir de testigos."
(Behar, 1988)

Para finalizar, explicaron nuevamente los planos y posiciones y hablaron sobre el uso de las armas. Algunos irían a la misión uniformados, otros de civil, pero todos serían transportados en carros con walkietalkies para sincronizarse. Se dispusieron para dormir, pero nadie logró conciliar el sueño.

## Hora cero.
A las 10:30am, se disponen todos los participantes de la toma a salir hacia el centro de la ciudad. Primero entró el grupo de choque, minutos después entrarían tres carros al mando de Otero por el sótano. Ingresan al palacio y comienzan los enfrentamientos entre militares y guerrilleros, hay heridos y choque armado.
Camilo Urrutia se salva de 'milagro' dado que, tenía planeado asistir al palacio y luego a la Universidad Externado de Colombia, pero ese día, tuvo un inconveniente y decidió ir a la Universidad primero. Cuando se enteró lo que acontecía, se sintió vulnerable e impotente ante la situación.

"El gobierno no estaba actuando en el plano político, había asumido la toma del Palacio de Justicia como un combate militar, sin tener en cuenta a los civiles que estaban adentro."
(Behar, 1988)

Rambo Criollo se encontró con el Teniente y decidió ofrecerle su ayuda para lo que necesitara, ya que este había sido entrenado como francotirador en su tiempo en la Armada.
Reyes Echandía paseaba por su oficina sin entender qué pasaba, cuando Luis Otero, Iván Marino Ospina y Guillermo Elvencio Ruiz lo identificaron y le manifestaron lo siguiente:

"(...)Hemos venido a hacerle un juicio a Belisario Betancourth por el incumplimiento a los pactos de Corinto, el Hobo y Medellín, (...) Y hemos venido al máximo tribunal de la patria porque confiamos en la integridad y justicia que rige todos los actos de hombres como usted, aquí presentes."
(Behar, 1988)

Mientras esto sucedía, los magistrados fueron llevados a los baños.

## La batalla.
Luis Otero, Iván Marino Ospina y Guillermo Elvencio Ruiz le explicaron a Reyes Echandía que no tenía de qué preocuparse, pues no estaba siendo secuestrado. Si el quería, podía irse, sin embargo, creían que esto no era pertinente debido al fuego cruzado.
En el baño para hombres del tercer piso del Palacio, ubicaron a todos los heridos y "orlando" fabricó una bomba con los cordones de los civiles. En medio del fuego cruzado, el Teniente fonseca murió y "Rambo criollo" fue herido y atendido inmediatamente, aun cuando este quería seguir luchando y regresar a salvar civiles.
cuando la ciudad se entera de lo que acontece en el Palacio de Justicia, Yamid amat y Juan Gossaín se comunican con Reyes Echandía vía telefónica y Germán Salgado del noticiero Todelar de Colombia se comunica con Joaquin.
La ministra de comunicaciones del año, Noemí Sanín, prohíbe la transmisión de voz de Echandía por la radio y los periodistas no pudieron informarle al país los diálogos posteriores con otros involucrados en la toma. Reyes Echandía habla con el General Delgado Mallarino y le dice que es necesario cesar el fuego. Mallarino habla con Otero y no cree que Echandía hable con libertad. A pesar de las súplicas por parte de Echandía para que Betancur lo llamara al Palacio, este no se comunicó, decía que al llamar sonaba ocupado y finalmente respondió:
"Quiero contarle solamente que no voy a negociar (...) Ya di instrucciones al comandante de la policía, el General Víctor Delgado Mallarino para que se comunique con el doctor Reyes Echandía o por su intermedio informe a los guerrilleros que el gobierno está dispuesto a garantizarles un juicio imparcial (...)"|(Behar, 1988)}}

## Ocaso.
El incendio se da a conocer y arde con fuerza. El cese al fuego no se dio. Álvaro Villegas Moreno mantiene diálogo con Reyes Echandía, quien le pide que se comunique con el presidente de la República y lo persuada para que de cese al fuego. Villegas hace lo acordado y Betancourth le promete que tan pronto como cuelguen, este llamaría a Echandía, pero esto nunca se dio.
Gabriel García Márquez se comunica al Palacio Presidencial para manifestarle al Presidente Belisario que hay una comisión civil encabezada por el presidente de la comisión de la paz, John Agudelo Ríos, que estaban dispuestos a dialogar. Betancourth le afirma a García Márquez que los recibirá en el Palacio Presidencial, sin embargo, cuando estos llegan, Betancourth no los deja entrar.
Delgado Mallarino informa que el GOES (Grupo Operativo Especial de Seguridad) había tomado control total del cuarto piso. Inmediatamente, el ministro de Justicia, Fernando Parejo, pregunta por Echandía, y Mallarino manifiesta que, según los oficiales, en el cuarto piso no se encontraba nadie. Sin embargo, Echandía sí se encontraba en el cuarto piso, al igual que los magistrados Ricardo Medina Moyano, Fabio Calderón Botero, Darío Velásquez, José Gneecco, Elías Serrrano y todas las secretarias. Todos los anteriores murieron. A Reyes Echandía se le fue administrada una bala de 9 milímetros disparada por uno de los policías, la cual impactó contra su caja toráxica, provocándole la muerte.
Los policías también dieron muerte a Otero, Joaquin y Ruiz. Al finalizar el acto se comunicaron con Mallarino para asegurarle que la misión había sido completada.

## Llamarada.
Las consecuencias del incendio se empiezan a notar en el calor y la falta de oxígeno, mientras los policías desalojan el cuarto piso, el fuego se propaga incinerando algunos cadáveres, entre ellos, el de Reyes Echandía. Claudia y los civiles que se encontraban en el baño, desconocen a qué hora el incendio inició, pero cada vez que la puerta del baño era abierta, el calor que acompañaba el movimiento, era infernal. algunos civiles pierden el sentido y deciden cambiar a otro baño más fresco, mientras "Pedro", con una manguera, trata de extinguir el fuego. El magistrado Hernando Tapias, es encontrado por dos guerrilleros saliendo de su despacho y deciden llevarlo al baño. La primera noche de la toma del Palacio corre con intriga y un incesable incendio. A la mañana siguiente, Yesid Reyes busca la manera de recibir información acerca de su padre, el director de la policía le manifiesta que no tiene de qué preocuparse, ya que su papá se encuentra en óptimas condiciones.

## Nuevo amanecer.
Se encontraron más de veinte cadáveres. Claudia seguía en los baños junto con Almarales y algunos magistrados y civiles. El magistrado Reinaldo Arciniegas trató de dejar el baño, pero tuvo que devolverse ya que el ejército no suspendía los disparos. Luego lo intentó José Luis Vargas Villegas, quien solicitó el envío de un periodista y gente de la Cruz Roja para entregar sanos y salvos a los civiles, pero nadie llegó, los civiles perdieron la esperanza y pensaron que morirían. Un estruendo se produjo, y las personas que se encontraban en el baño, fallecieron, muchas, de forma inmediata a juzgar por la postura en que se encontraban.

## Amarga libertad.
En el baño se encuentran 69 personas. Nemesio Camacho Rodríguez le pide a Almarales que le deje salir, lo siguen heridos. Luego de esto, Almarales muere. Claudia logra dejar el Palacio, revisan su documentación, la suben a una ambulancia y le hacen preguntas. Luego la llevan a su casa.
Yesid se enteró de la muerte de su padre gracias a la confirmación de Yamid Amat.
Claudia guardó la esperanza que Ramiro siguiera vivo, sin embargo, su cuerpo no apareció. Dado un tiempo volvió a la montaña.

## Críticas al libro
- El investigador del Instituto de Estudios Políticos de la Universidad Nacional de Colombia, Eduardo Pizarro, dealizó una crítica al libro publicada en la revista de la universidad anteriormente mencionada.

En ella, argumenta que, la obra periodística, al ser —para la época— fresca, novedosa e innovadora, debería ser leída por todos los colombianos. Expresa también, que el éxito de esta obra, radica en tres puntos:
1. La entrevista a Clara Helena Enciso, al ser la única sobreviviente del comando del M-19, quien esclarece lo sucedido en el acontecimiento.
2. Los testimonios de Jaime Alberto Sierra ("Rambo criollo") quien participó activamente en los combates en el interior del Palacio de Justicia.
3. La reconstrucción de los preparativos a la "acción grande" y el desarrollo de los hechos en el holocaustro.

Pizarro, considera que este libro es un aporte para todo aquel que quiera saber los pormenores de la "Operación Antonio Nariño."
- José Alejandro Cepeda, profesor de la Pontificia Universidad Javeriana de Bogotá, también da su aporte:

## Personajes
Los siguientes, fueron mencionados al menos una vez en la narración. Cabe aclarar que hay ciertos personajes, que solo son mencionados por su alias:
| Militantes del M-19. (Bajo nombre) - Clara Helena Enciso - Alejandro (Hermano de Clara) - Guillermo Elvencio Ruiz (Alias "Ramiro") - Jaime Alberto Sierra (Alias "Rambo criollo") - Antonio Navarro Wolff - Carlos Pizarro - Álvaro Fayad (Alias "El turco") - Andrés Almarales - Luis Otero Cifuentes - Alfonso Jacquin (Alias "El negro Jacquin") - Gerardo Quevedo (Alias Pedro Pacho) - Jaime Bateman Cayón - Iván Marino Ospina - Carmenza Cardona (Alias "La chiqui") - Ariel Sánchez | Militantes del M-19. (Bajo alias) - "Patricia" - Teniente "Roque" - "Lázaro" - "Abraham" - "Natalia" - "El gordo" - "El flaco" Carvajal - "Cesar" - "Laura" - "Esteban" - "Levy" - "Leonor" - "Bernardo" - "Marcela" - "Ismael" - "Roque" - "Andrés" - "Pilar" - "Paula" - "Orlando" - "Mariana" | Personajes de la Corte Suprema. - Alfonso Reyes Echandía - Ricardo Medina Moyano - Fabio Calderón Botero - Darío Velásquez - José Gnneecco - Elías Serrano - Reinaldo Arciniegas - Hernando Tapias Rocha - Nemesio Camacho Rodríguez | Gobierno. - Alfonso López Michelsen - Belisario Betancur - Rafael Samudio - Noemí Sanín - Álvaro Villegas Moreno | Militantes del Gobierno. - Miguel Vega Uribe - Víctor Alberto Delgado - José Rómulo Fonseca - Pedro Antonio Herrera Miranda - Victor Delgado Mallarino - José Luis Vargas Villegas | Otros. - Jaime Castro - Camilo Urrutia - Inés Galvis - Yesid Reyes Alvarado - Germán Salgado - Yamid Amat - Juan Gossaín - John Agudelo Ríos - Gabriel García Márquez - Luz Stella Bernal |